# Опал Нонния
Опа́л Но́ния — драгоценный камень стоимостью два миллиона сестерциев, которым владел римский сенатор Нонний, сын Нонния Струмы. Согласно Плинию, в 43 году до н. э. Нонний из-за этого камня был объявлен вне закона триумвиром Антонием, но проявил упорство и пустился в бега, из всех своих сокровищ взяв с собой только кольцо со своим опалом, лишь бы он не достался Антонию.
Плиний употребляет в отношении камня Нонния латинское слово opalus, но это не обязательно был опал в современном смысле этого слова. Так, Джордж Кунц предположил, что это мог быть иризирующий кристалл кварца, в котором эффект иризации создавала сеть внутренних трещин.